# Holger Bergmann
Holger Bergmann (* 1965 im Ruhrgebiet) ist ein deutscher Kurator, Mentor und leitet als Geschäftsführer den Fonds Darstellende Künste.

## Werdegang
Nach Abschluss der Fachschule für Sozialpädagogik und Tätigkeiten in „Sozialen Brennpunkten“, belegte er Studien der Theaterwissenschaft 1990–95 an der Ruhr-Universität Bochum. Er lebt in Berlin.

## Ringlokschuppen, FAVORITEN und Ruhrgebiet
Holger Bergmann war Gründungsmitglied und von 2002 bis 2014 Künstlerischer Leiter des Theaterproduktionshauses Ringlokschuppen Ruhr, das unter seiner Leitung für zeitgenössische Darstellende Kunst und urbane, partizipatorische Projekte bekannt wurde.
Darüber hinaus realisierte er eigene Inszenierungen mit freien Künstlerkollektiven, an der Schnittstelle zwischen Freiem Theater, Stadttheatern und internationalen Theaterfestivals. Unter anderem entwickelte und kuratierte er für die Ruhrtriennale 2002–2004 die Reihe RAUM.PFAD. 2008 war Bergmann Kulturhauptstadtbeauftragter der Stadt Mülheim und kuratierte das einjährige Festprogramm zum 200. Stadtjubiläum. Er kuratierte mehrere Stadtraumprojekte, darunter „SchlimmCity, 54. Stadt“ (2011) und „Ruhrzilla“ (2012). Von 2014 bis 2017 war er Kurator für Urbane Künste Ruhr und 2016 Künstlerischer Leiter des Theaterfestivals FAVORITEN in Dortmund.

## Fonds Darstellende Künste
Im Januar 2016 wurde Holger Bergmann die Geschäftsführung des Fonds Darstellende Künste in Berlin übertragen. Der Fonds ist einer von sechs Bundeskulturförderfonds, der die Zuwendungen der Beauftragten der Bundesregierung für Kultur und Medien an bedeutende Künstlergruppen der Freien Darstellenden Künste vergibt.

## Jurytätigkeit, Mentoring, Gremienarbeit
Holger Bergmann war bis 2015 Kuratoriumsvorsitzender beim Fonds Darstellende Künste.
Darüber hinaus war er Mitglied mehrerer Preisjurys wie zur Vergabe des Theaterpreises des Bundes des Internationalen Theaterinstitutes 2015, beim Best-Off Festival in Niedersachsen 2017 und dem European Capital of Culture Aarhus (DK). 2020 folgte die Jurymitgliedschaft zur Entscheidung über die Vergabe der Projekt- und Spitzenförderung und des Mentoringprogrammes des Landes NRW.
Bergmann berät und coacht Leitungspersonen, Künstlergruppen und Organisationen der frei Produzierenden Künste, sowie kulturpolitische Akteure u. a. im Mentoringprogramm des Performing Arts Programm Berlin, 2005 als Mentor im Themenfeld INTERKULTUR zur Kulturhauptstadtbewerbung RUHR.2010 und als Mitglied des Beraterkreises zur Bewerbung der Stadt Nürnberg zur Kulturhauptstadt Europas 2025.
Seit 1999 ist Bergmann Einzelmitglied der Kulturpolitischen Gesellschaft (Bonn). Im November 2018 wurde er in den Vorstand der Kulturpolitischen Gesellschaft gewählt. Seit 2021 ist er Mitglied im Rat für Darstellende Künste und Tanz des Deutschen Kulturrats, seit 2023 zudem Sprecher im Sprecherrat des Deutschen Kulturrats.
2025 und 2026 ist er Mitglied der Projektgruppe zur Entwicklung der künstlerischen Ermöglichungsräume im Rundbau der Kongresshalle (ehemaliges Reichsparteitagsgelände) in Nürnberg.

## Politisches Engagement
Von 2008 bis 2014 wirkte Holger Bergmann am Schwerpunkt Kulturentwicklung des Masterplan Ruhr im Kulturausschuss des Regionalverbandes Ruhr mit. 2017 gründete er gemeinsam mit Aktiven der Kunst- und Kulturlandschaft den kulturpolitisch engagierten Verein DIE VIELEN, dessen Ziel es ist „die Kunstfreiheit zu stärken und dem zunehmenden Rechtsextremismus in Politik und Gesellschaft entschlossen entgegenzutreten.“ Von der Gründung bis Anfang 2025 war Bergmann Vorsitzender von DIE VIELEN.

## Lehr- und Vortragstätigkeit
In zahlreichen Lehraufträgen, insbesondere an der Ruhr-Universität Bochum, sowie in Vorträgen und Artikeln diskutiert Bergmann urbane Transformationsprozesse und Möglichkeiten künstlerischer Intervention ebenso wie Fragen der Förderpraxis, des Kulturmanagements und des ästhetisch-gesellschaftlichen Potentials der Freien Darstellenden Künste.